# Am Segen Gottes

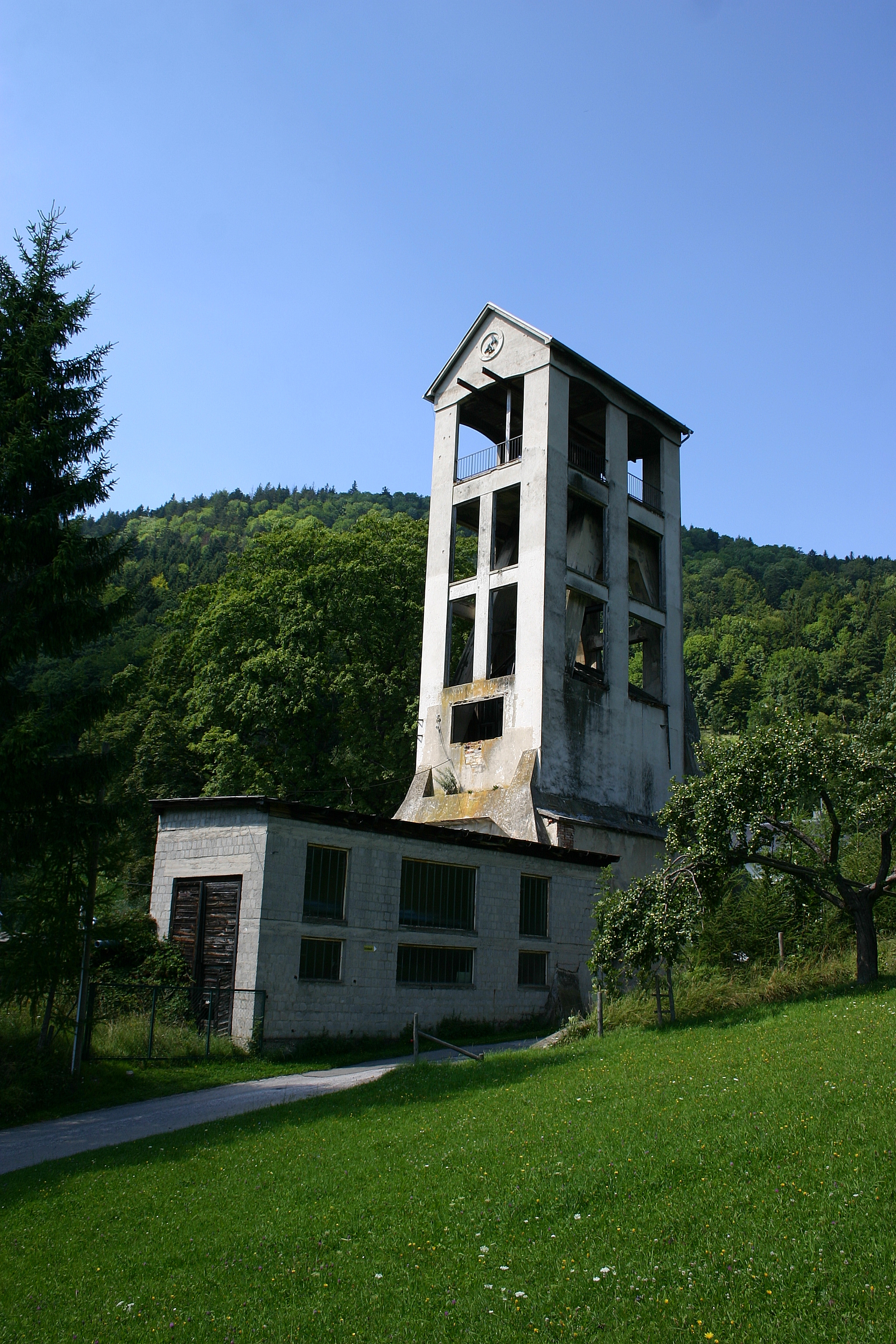
Segen-Gottes-Schacht

Am Segen Gottes ist eine Ortslage in der Marktgemeinde Grünbach am Schneeberg in Niederösterreich.
Der heutige Ort befindet sich nördlich von Grünbach und stellt die Reste des ehemaligen Werksgebietes des Grünbacher Steinkohlenreviers dar. Das Gebiet wurde nach Ende des Bergbaubetriebes besiedelt, wird museal genutzt und ist auch bei Tagestouristen als Ausgangspunkt für Bergtouren beliebt.